# Wormley (Hertfordshire)
Wormley – wieś w Anglii, w hrabstwie Hertfordshire, w dystrykcie Broxbourne. Leży 10 km na południowy wschód od miasta Hertford i 25 km na północ od centrum Londynu.